# Geodena surrendra
Geodena surrendra là một loài bướm đêm trong họ Geometridae.